# Буй

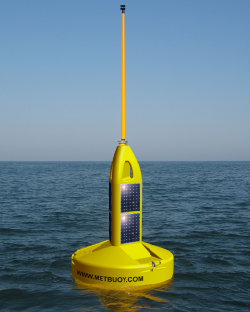
Метеорологічний буй виробництва MDS

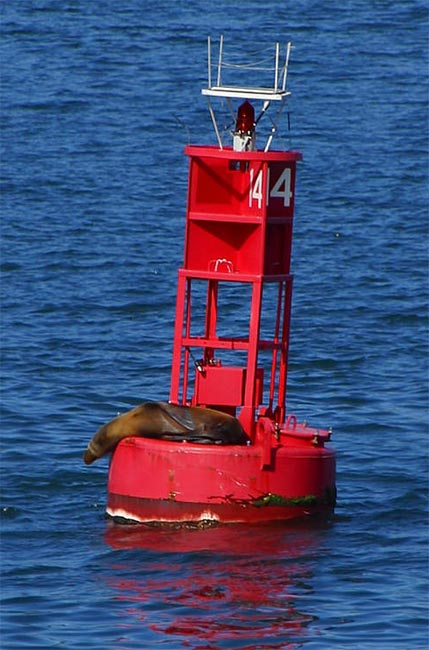
Морський котик на буї в гавані Сан-Дієго

Буй, також поширена зменшувальна форма буйо́к, ба́йдик — плавуча мітка, стаціонарний плавучий пристрій, що може виконувати різні функції.

## Назва
Слово буй походить через російське посередництво від нід. buei (бакен, буй), далі від фр. boye, ниж.-франк. *bōkan («знак», звідси також «бакен»), що є похідним від лат. bucina («сигнальний ріжок, буцина»). У «Словнику технічної термінології» під редакцією І. Шелудька і
Т. Садовського 1928 року для перекладу рос. буй запропоновано термін сучка (згідно зі Словарем української мови Б. Д. Грінченка, так називався плавок якоря дуба).

## Види
- аварійний буй затонулого судна — встановлюється в місці, де недавно затонуло судно, в разі небезпеки останнього для навігації.
- бакен — пристрій для полегшення безпечного проведення суден, позначаючи фарватери, небезпечні та адміністративні зони.
  - буй латеральної системи
  - буй кардинальної системи
  - буй для позначення поодинокої небезпеки
  - осьовий буй
  - спеціальний буй
- рятувальний буй[en] — буй, розроблений для викидання до людини за бортом для надання їй можливості утримуватись на воді. Зазвичай має обладнану лінію зв'язку для зв'язку людей, що зазнали катастрофи, із рятувальниками;
- комунікаційний буй[en] для підводних човнів — випускається в разі термінової необхідності зв'язку;
- комунікаційний буй для вимірювання придонного тиску, для виявлення цунамі.
- тральний буй — має два значення:
  - великий морський навігаційний пристрій, що служить світловою і радіолокаційною сигнальною баштою;
  - рятувальний буй з прапорцем, що використовують на яхтах та менших прогулянкових суднах;
- гідролокаційний буй — використовується військовою авіацією для виявлення ворожих підводних човнів засобами гідролокації
- маркувальний буй — встановлюється пірнальниками для позначення місць їхнього перебування під водою;
- декомпресійний буй (декостоп) — розташовується в місцях занурення автономного дихального апарата для здійснення пірнальниками декомпресійної підготовки;
- припливний буй — використовують для позначення місць занурення для човнів пірнальників, щоб надати пірнальникам ліпші умови занурення в умовах слабкої видимості чи припливів і забезпечити декомпресійну зупинку під час спливання;
- швартова бочка — буй, що забезпечує надійну стоянку суден на рейді чи в акваторії порту.
- томбуй — малий буй, що прив'язують тонким тросом до тренда якоря, для вказання місця його віддачі та забезпечення можливості підняти буйреп на борт.